# Język asamski

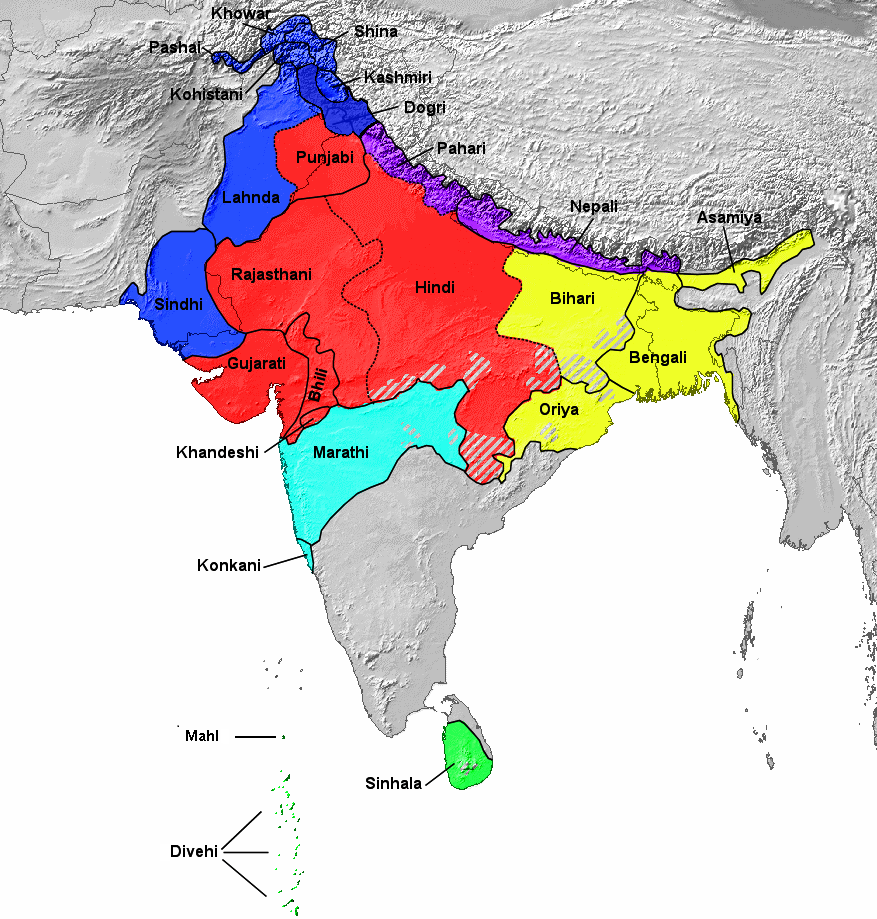
Zasięg geograficzny języka asamskiego

Język asamski (অসমীয়া ɔxɔmija) – język indoeuropejski należący do podgrupy wschodniej języków indoaryjskich, którym posługuje się ponad 16 mln mówiących. Zamieszkują oni głównie w stanie Asam (Indie), gdzie ma status języka urzędowego, a także w Bhutanie.
Do jego zapisu używa się pisma bengalskiego.

## System fonologiczny
W języku asamskim, w przeciwieństwie do innych języków indoaryjskich, nie istnieje opozycja głosek zwartych zębowych i retrofleksywnych.
|                 | Przednie | Przednie | Przednie        | Centralne | Centralne | Centralne       | Tylne | Tylne | Tylne           |
|                 | IPA      | trb.     | alfabet asamski | IPA       | trb.      | alfabet asamski | IPA   | trb.  | alfabet asamski |
| --------------- | -------- | -------- | --------------- | --------- | --------- | --------------- | ----- | ----- | --------------- |
| Wysokie         | i        | i        | ই               |           |           |                 | u     | u     | উ               |
| Średnio-wysokie |          |          |                 |           |           |                 | ʊ     | û     | ও               |
| Środkowe        | e        | e        | এ'              |           |           |                 | o     | o     | অ'              |
| Średnio-niskie  | ɛ        | ê        | এ               |           |           |                 | ɔ     | ô     | অ               |
| Niskie          |          |          |                 | a         | a         | আ               |       |       |                 |

|                          | Wargowe | Wargowe | Wargowe         | Dziąsłowe | Dziąsłowe | Dziąsłowe       | Podniebienne | Podniebienne | Podniebienne    | Krtaniowe | Krtaniowe | Krtaniowe       |
|                          | IPA     | trb.    | alfabet asamski | IPA       | trb.      | alfabet asamski | IPA          | trb.         | alfabet asamski | IPA       | trb.      | alfabet asamski |
| ------------------------ | ------- | ------- | --------------- | --------- | --------- | --------------- | ------------ | ------------ | --------------- | --------- | --------- | --------------- |
| Zwarte bezdźwięczne      | p ʰ     | p ph    | প ফ             | t ʰ       | t th      | ত/ট থ/ঠ         | k ʰ          | k kh         | ক খ             |           |           |                 |
| Zwarte dźwięczne         | b ʱ     | b bh    | ব ভ             | d ʱ       | d dh      | দ/ড ধ/ঢ         | ɡ ʱ          | g gh         | গ ঘ             |           |           |                 |
| Szczelinowe bezdźwięczne |         |         |                 | s         | s         | চ/ছ             | x            | x            | শ/ষ/স           | h         | h         | হ               |
| Szczelinowe dźwięczne    |         |         |                 | z         | z         | জ/ঝ/য           |              |              |                 |           |           |                 |
| Nosowe                   | m       | m       | ম               | n         | n         | ন/ণ             | ŋ            | ng           | ঙ/ং              |           |           |                 |
| Płynne                   | w       | w       | ৱ               | l, ɹ      | l,r       | ল,ৰ             |              |              |                 |           |           |                 |